# Président de la république du Panama
Le président de la république du Panama (en espagnol : Presidente de la República de Panamá) est le chef d'État et de gouvernement du Panama. Il est élu au suffrage universel direct pour une durée de cinq ans non renouvelable consécutivement.
L'actuel président de la République est José Raúl Mulino depuis le 1er juillet 2024.

## Système électoral
Le président de la république du Panama est élu au scrutin uninominal majoritaire à un tour pour un mandat de cinq ans renouvelable une seule fois, mais pas de manière consécutive. Chaque candidat à la présidence se présente avec un colistier, lui même candidat à la vice-présidence. En cas de décès ou d'empêchement du président, son vice-président le remplace jusqu'au terme de son mandat initial. 
Pour être président ou vice-président de la république du Panama, il est nécessaire de posséder la nationalité panaméenne de naissance et d'être âgé de trente-cinq ans minimum.